# アトレマルヒロ
アトレマルヒロは、埼玉県川越市脇田町105番地にある丸広百貨店の店舗の1つ。川越駅東口再開発事業により建設されたアトレビルで営業しており、施設全体としてはアトレ川越とも称している。便宜上同一ビル内に立地する官公署や他の店舗もここに記述する。

## 概要
第三セクターの川越都市開発が運営管理するアトレの核テナントとして1990年（平成2年）5月16日開店。百貨店としては丸広百貨店アトレ店が正式な店名である。名称の「アトレ」とはフランス語で「魅力」を意味し、公募によって名称を決定した。他には「アピコ」「ケリア」などが候補に挙がっていた。日本で最初に“アトレ”と称したのは当店であり、JR東日本の首都圏にある駅ビルのアトレとは無関係、JR川越駅ビルはルミネである。
丸広百貨店川越店とは500mほどしか離れていないが、中高年層に強い川越店に対しアトレ店では若者を意識した品揃えを徹底することで川越店と差別化をはかり、丸広が苦手としてきた若い世代の顧客獲得と川越商圏の拡大で丸広百貨店は川越2店体制を確立、川越地区での売上を急拡大させたことで注目された。紙袋や包装紙は丸広百貨店で使われている埼玉県花「さくら草」が描かれたものではなく、当初から独自のatre MARUHIROロゴが入った白と青のものが使われていたが、食品売場のみ2000年代初頭から他の丸広百貨店と同じさくら草の袋に変更された。
2012年に改装工事が行なわれ、2012年9月15日に「新・川越ライフスタイル発信ステーション」をストアコンセプトにリニューアルされ、百貨店機能は川越本店に集約してショッピングセンターに転換した。リニューアル後の年商目標は140億円としている。唯一の丸広直営売場であった地下食品売場も2015年8月に、ザ・ガーデン自由が丘（セブン&アイ・ホールディングス）としてリニューアルオープンした。そのため、全国百貨店共通商品券と丸広のポイントカードが使用できなくなった。ザ・ガーデン自由が丘は2018年3月25日に閉店し、同年4月6日からYasuno Foodestが新たに開店した。

## 川越駅東口再開発ビル「アトレ」

### 計画
アトレマルヒロが入居するビルは、川越市が実施した川越駅東口再開発事業に伴って建設された。この事業は1974年に都市計画決定し、当初計画での再開発ビルは地上10階・地下3階、延べ床面積62,800平方メートルという規模であった。しかし、立ち退きなどの交渉が進まないことに加えてオイルショックの影響もあり、翌1975年には核テナントとして入居予定だった東武百貨店が撤退を表明する事態となった。これにより、1977年には再開発自体が一時延期となった。
仕切り直しとなった核テナントの選定では、当初東京都内に本拠を持つ百貨店を検討したものの承諾を得られず、最終的にスーパーマーケットを含む4社（丸広、イトーヨーカ堂、西友ストアー、ジャスコ）を候補とし、商店街との競合を避けてほしいとの要望や地元密着の観点を踏まえて丸広に決定した。当時の丸広社長であった大久保竹治は、都内の事業者にばかり目を向けている市当局に対する不満をしばしば述べていたという。
その後、遅れて1976年に都市計画決定し住宅・都市整備公団が担当していた隣接地の川越駅前脇田町地区再開発事業が先行し、1982年に川越マインを中心とする店舗兼高層住宅として竣工した。これに触発され、1984年に都市計画変更の上で事業が再開された。ビルの規模が当初計画より縮小されて地上7階・地下2階、延べ床面積46,400平方メートルとなった一方で、同時に整備される駅前交通広場（6,000平方メートル）とペデストリアンデッキ（1,500平方メートル）は規模を維持し、緑地面積は拡大、都市計画道路川越駅南古谷線は計画幅員8メートルから12メートルへ変更された。敷地の確保にあたっては全面買収でなく権利変換方式が採られ、ビル全体を管理する第3セクターの川越都市開発を設立、1988年2月17日に起工式を行った。

### 開業後の運営
起工から2年後の1990年5月16日に開業したアトレには、丸広に加えて再開発地区に店舗を持っていた第一勧業銀行・太陽神戸三井銀行・野村證券、パチンコ店、小規模店舗群が入居した。市が権利を保有するテナント床については、市内に本店を持つ事業者限定で公募が行われ、くらづくり本舗など18店舗が入店した。
川越駅と東口の商店街（サンロード、現在のクレアモール）を結ぶ動線はビルの2階フロアを貫く屋内ショッピングモールとして設計され、通路の線路側には小規模店舗群が入居する形となった。この通路はアトレマルヒロの営業時間と無関係に通行できる。他のフロアも含めた店舗群はアトレテナント会という商店会を結成し、屋上などのスペースでイベントを開催している。
市が権利を保有する床面積のうち公共床には、公共駐車場の他に川越市役所南連絡所、観光案内所、福祉の店、コミュニティスペースなどが設置された。このうち南連絡所に相当する機能は、2020年に竣工した川越駅西口の市有施設U_PLACEへ移転した。
1995年9月1日には、埼玉県パスポートセンター川越支所が開設された。その後、パスポートセンターは2015年に川越駅西口側に開業した県の施設であるウェスタ川越へ移転した。
パチンコ店は2021年に閉店、第一勧業銀行を引き継いだみずほ銀行川越駅前支店は2022年3月14日にATMコーナーを残して近隣のみずほ信託銀行店舗内に移転した。

## フロア
- 屋上：ビアガーデン（季節営業）
- 7階：レストラン・イベントホール
- 6階：コスメ・生活雑貨・サービス
- 5階：ファミリー・キッズ・雑貨
- 4階：メンズ・レディースファッション・雑貨
- 3階：レディースファッション・雑貨
- 2階：メンズ・レディースファッション・雑貨

野村證券川越支店
- 1階：飲食・サービス

三井住友銀行川越支店
- 地下1階：食料品・川越都市開発事務所
- 地下2階：公共駐車場

## アクセス
- 川越駅東口直結（徒歩1分）
- 地下2階の公共駐車場、および近隣の契約駐車場や丸広百貨店川越店の駐車場を買物金額に応じ無料で利用できる。

## 放送送信設備
屋上にコミュニティFM「小江戸FM（愛称：ラジオ川越）」の送信所が設置されている。
| 放送局名                | コールサイン | 周波数  | 空中線電力 | ERP  | 放送対象地域 | 放送区域内世帯数 | 開局日        |
| ----------------------- | ------------ | ------- | ---------- | ---- | ------------ | ---------------- | ------------- |
| 小江戸FM （ラジオ川越） | JOZZ3CX-FM   | 88.7MHz | 10W        | 8.7W | 川越市の一部 | 172,128世帯      | 2021年2月28日 |